# La morte è cieca
La morte è cieca è un romanzo thriller di Karin Slaughter, pubblicato nel 2001. In Italia è apparso nel 2002, presso la Sonzogno, quindi, con traduzione diversa, è stato edito da HarperCollins nel 2017.
Nel 2002, Blindsighted è finalista al Macavity Award e al Barry Award, per il miglior romanzo d'esordio.

## Trama
Quando nella tranquilla cittadina di Heartsdale, Georgia, la coroner e pediatra Sara Linton trova il corpo agonizzante di una donna, drogata, violentata e marchiata con una croce incisa sul petto, non può fare altro che rivolgersi al suo ex marito e capo della polizia locale Jeffrey Tolliver. Qualche giorno dopo, un'altra vittima induce Sara a sospettare di trovarsi di fronte a un maniaco e la chiave per arrivare a lui potrebbe nascondersi nelle misteriose cartoline che ogni anno riceve da un anonimo "ammiratore". Ma rivelare questo indizio significherebbe anche svelare un terribile segreto sepolto nel passato.

## Edizioni in italiano
- Karin Slaughter, La morte è cieca, traduzione di Stefania De Franco e Lucia Fochi, Sonzogno, Milano 2002 ISBN 88-454-2188-0
- Karin Slaughter, La morte è cieca, Sonzogno best seller, Milano 2003 ISBN 88-454-2374-3
- Karin Slaughter, La morte è cieca, traduzione di Anna Ricci, HarperCollins, Milano 2017 ISBN 978-88-6905-187-6
- Karin Slaughter, La morte è cieca, traduzione di Anna Ricci, HarperCollins, Milano 2018 ISBN 978-88-6905-336-8